# Eloy Rojas
Eloy Rojas (* 25. März 1967 in Caracas, Venezuela) ist ein ehemaliger venezolanischer Boxer im Federgewicht. 

## Profi
Am 12. Dezember 1986 gab er erfolgreich sein Profidebüt. Im Dezember des Jahres 1993 wurde er Weltmeister der WBA, als er den Südkoreaner Young-Kyun Park durch geteilte Punktentscheidung schlug. Diesen Titel verteidigte er insgesamt fünf Mal in Folge und verlor ihn am 18. Mai 1996 an Wilfredo Vázquez durch technischen K. o. in Runde 11. Im Jahre 2005 beendete er seine Karriere.